# Pára-me De Repente o Pensamento
Pára-me De Repente O Pensamento (portugiesisch für: Meine Gedanken stoppen plötzlich) ist ein Dokumentarfilm des portugiesischen Regisseurs und Kameramanns Jorge Pelicano aus dem Jahr 2014.

## Handlung
Der Film porträtiert den Alltag in einem psychiatrischen Krankenhaus. Die Patienten rauchen, trinken Kaffee, spazieren durch die Gänge, häufig allein und auf dem Weg zu einer Therapiesitzung. Hellsichtige Momente und Momente von Schizophrenie und Verwirrung wechseln sich dabei ab.
Der Schauspieler Miguel Borges kommt für einige Tage in die Klinik, um sich hier auf eine Rolle vorzubereiten. Im Zusammenleben mit den Patienten und dem Klinikalltag nähert er sich seiner Rolle. Ein Gedicht von Ângelo de Lima begleitet ihn durch seine zunehmende geistige Vernebelung, und er baut langsam die Figur auf, die er im Theaterstück spielen wird.
Der Zuschauer beobachtet den Alltag im Krankenhaus und die Entwicklung des Schauspielers dort. Er wird dabei auch von Aussagen von Patienten überrascht, belustigt oder gerührt, und gewinnt neue Einsichten und Denkanstöße.

## Produktion und Rezeption
Der Film wurde von der Filmproduktionsgesellschaft Até ao Fim do Mundo produziert, mit Sponsoring durch die Firma toLife und mit finanzieller Unterstützung durch das Landesprogramm zur geistigen Gesundheit der portugiesischen Gesundheitsbehörde Direcção-Geral de Saúde, das portugiesische Kulturinstitut Instituto Camões und die Santa Casa de Misericórdia von Porto.
Seine Premiere feierte der Film am 23. Oktober 2014 im Lissabonner Kino Cinema São Jorge beim 12. Dokumentarfilmfestival Doclisboa. In die portugiesischen Kinos kam er am 7. Mai 2015.
Er gewann einige portugiesische Filmpreise, so die Prémios Sophia als bester langer Dokumentarfilm und die CinEuphoria Awards in drei Kategorien, als bester portugiesischer Dokumentarfilm, als einer der zehn besten portugiesischen Filme des Jahres und das beste Filmplakat. Bei den Caminhos do Cinema Português, einem portugiesischen Filmfestival, wurde er ebenfalls in drei Kategorien ausgezeichnet (Bester Film-Publikumspreis, Bester Regisseur und Großer Preis der Stadt Coimbra).
Pára-me de Repente o Pensamento erschien 2016 in Portugal als DVD bei Alambique.